# Rapa das bestas

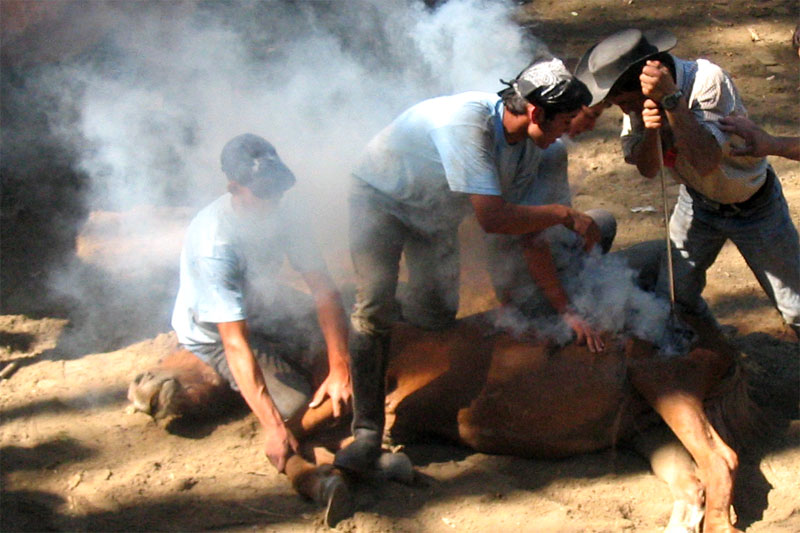
Marcado de un ejemplar joven

La Rapa das Bestas es el nombre de una fiesta cultural y turística que consiste en cortar las crines de los caballos que se realiza en los curros (recintos cerrados donde se recogen los caballos) celebrados en varias localidades de Galicia (España), además del corte de las crines, los caballos son desparasitados y se les curan las heridas que puedan tener. Los caballos son recogidos en el monte jornadas previas a la Rapa y se concentran en lugares próximos desde donde son llevados en grupos al curro, allí se separan a los potros de la manada a un corral para que no sufran daño alguno; después un equipo formado por tres personas sujetan al caballo (dos tapándole los ojos para que no se asuste) y otra sujetando la cola (para evitar que cocee), una vez inmovilizado es desparasitado, curado y se le rapan las crines y la cola. Tras la rapa son devueltos al monte.
En el año 2018 se empezó a colocársele a un número reducido de caballos y yeguas (doce hasta el momento) collares localizadores dotados de GPS con la intención de estudiar sus costumbres y minimizar el impacto social de las manadas en épocas de escasez de alimento y además determinar la importancia de los caballos salvajes en el control de los incendios forestales, entre otras cosas. Los caballos que forman parte de las manadas de los curros son de raza gallega mestiza y el caballo de pura raza gallega.
Velando por el bienestar animal, en la edición del año 2022 de la rapa de campo do Oso en Mondoñedo los organizadores y loitadores han cambiado el tradicional método de marcar el ganado, desechando el fuego para calentar los hierros. Se ha utilizado por primera vez el nitrógeno líquido para sumergirlos en él y enfriarlos a muy baja temperatura antes de aplicarlos sobre la piel, lo que hace mucho menos doloroso el proceso de marcado para el animal. 
La más conocida es la Rapa das Bestas de Sabucedo, en el Ayuntamiento de La Estrada, que dura cuatro días: comienza el primer viernes, sábado, domingo y lunes del mes de julio. De hecho, le da el nombre a la celebración mientras que en la mayoría de lugares se habla de curros, como curro de Valga o curro del Campo da Areosa.

## Localizaciones
| Localización de las principales rapas |                             |
| La Coruña                             |                             |
| A Capelada (Cedeira)                  | Primer domingo de junio     |
| As Canizadas (Puebla del Caramiñal)   | 12 o 19 de julio            |
| Campo da Areosa (Vimianzo)            | Mediados de julio           |
| Lugo                                  |                             |
| Candaoso (Vivero)                     | 1.er domingo de julio       |
| Campo do Oso (Mondoñedo)              | Último domingo de junio     |
| San Tomé (Valle de Oro)               | 1.er domingo de agosto      |
| Pontevedra                            |                             |
| Amil (Moraña)                         | 2.nd fin de semana de julio |
| Mougás (Oya)                          | 8 de junio                  |
| Morgadáns (Gondomar)                  | 15 de junio                 |
| San Cibrán (Gondomar)                 | 22 de junio                 |
| Sabucedo (La Estrada)                 | 1.er sábado de julio        |
| Monte Castelo (Cotobade)              | 3 de agosto                 |
| Domaio,Gagan (Santomé, Marín)         | 14 de agosto                |
| Paradanta (La Cañiza)                 | 31 de agosto                |
| O Galiñeiro (Gondomar)                | agosto                      |